# Jardín botánico Lucien Hauman

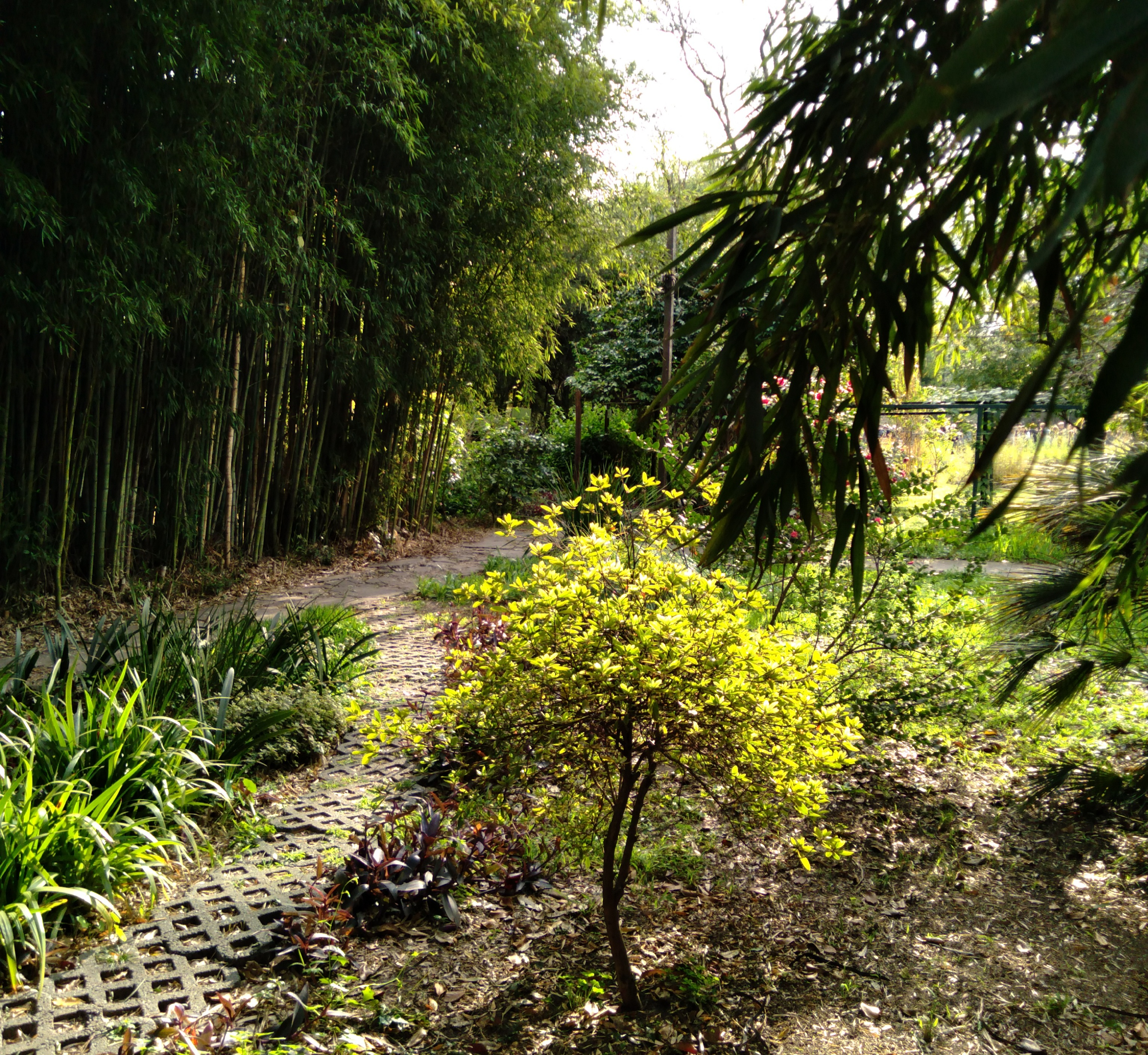
Jardín Botánico Lucien Hauman

El Jardín Botánico "Lucien Hauman" es un jardín botánico de una hectárea de extensión que se encuentra en la Ciudad de Buenos Aires, y depende administrativamente de la Facultad de Agronomía de la Universidad de Buenos Aires (FAUBA), a cargo de la Cátedra de Botánica Agrícola. Su código de identificación internacional como institución botánica, así como las siglas de su herbario es BAA.

## Localización
El jardín botánico se encuentra frente al Pabellón de Genética de la UBA, y se encuentra limitado, por los pabellones de Biología y “Raúl E. A. Wernicke”, el Observatorio de Villa Ortúzar del Servicio Meteorológico Nacional y la Avenida de los Constituyentes.

## Historia
El primitivo jardín botánico fue plantado por el primer profesor de la Facultad de Agronomía, el Dr. Lucien Hauman, en el año 1910. En esta primera instancia el jardín estaba ubicado junto a las vías del entonces tranvía Lacroze (posteriormente Ferrocarril General Urquiza), en el cruce con la "avenida Arata".  
A partir de julio de 1922 bajo la dirección del Ing. Agr. Lorenzo R. Parodi, el jardín botánico se trasladó a su ubicación actual, frente al Pabellón de Genética, quedando oficialmente inaugurado en 1929. 

## Colecciones
Las plantas cultivadas y las silvestres del jardín son necesarias para las actividades docentes de varias cátedras de la Facultad y para los trabajos de investigación, albergando unas mil especies, expuestas según la clasificación de Engler-Diels (1936. Syllabus der Pflanzenfamilien ed. 11, Berlín). Este sistema, es el seguido en la publicación de las floras regionales argentinas.
- Arboretum, con árboles autóctonos de Argentina.
- Selva misionera, con especies propias de esta región argentina, lapacho rosado (Tabebuia impetiginosa), guayaibí (Patagonula americana), pata de vaca (Bauhinia candicans), cedro misionero (Cedrela tubiflora), palo borracho de flor rosada o samohú (Chorisia speciosa), el mata-ojo (Pouteria salicifolia), el peteribí (Cordia trichotoma), la canela de venado (Helietta longifolia), el alecrín (Holocalyx balansae), junto a otras especies de otras regiones : la tacuara (Guadua angustifolia), el pindó (Syagrus romanzoffiana), la espina de bañado (Citharexylum montevidense), el nogal criollo (Juglans australis), el yatay (Syagrus yatay), Tillandsia maxima, de la provincia de  Salta, nogal americano (Juglans nigra), Bambusa tuldoides y el bambú del Japón (Pseudosasa japonica).
- Colección de Halófitas o plantas que crecen en suelos salinos, con Holmbergia tweedii, un chañar norteño (Geoffroea striata), una tuna (Opuntia), carda de cardar (Dipsacus fullonum), etc.
- Colección de Calcífitas, en el que se añadió una gruesa capa de conchilla, para imitar las condiciones de los suelos de los albardones costeros bonaerenses, aquí se encuentran el ombú (Phytolacca dioica), coronillo (Scutia buxifolia), tala (Celtis ehrenbergiana), lecherón o curupí (Sapium haematospermum).
- Médano, con suelo de arena gruesa, que se ha mezclado lentamente con el suelo original, y donde se cultivan allí muchas plantas psamófilas: Dodonaea viscosa, el olivillo (Hyalis argentea), Buddleja mendocensis, Hyaloseris andrade-limae, Collaea argentina, el curro o crucero (Colletia paradoxa), el chañar (Geoffroea decorticans).
- Huerta, donde se encuentran hortalizas, cereales, plantas industriales, forrajeras, ornamentales, medicinales, etc., la mayoría anuales, por lo que el aspecto de este sector cambia durante el año.
- Graminetum, con plantas de la familia de las Gramíneas.
- Bosque de Bambúes, con cañas del bambú amarillo (Phyllostachys aurea) del Delta del Paraná
- La Rocalla, destinado originalmente a las plantas saxícolas, tiene cactáceas autóctonas (Cereus, Pereskia sacha-rosa), leguminosas, como el garabato (Acacia praecox), guayacán (Caesalpinia paraguariensis), espinillo (Acacia caven), caranday (Trithrinax campestris), aguaribay (Schinus molle),  Sparaxis tricolor, Dimorphotheca, coqueta (Bellis perennis), azulejo (Centaurea cyanus), Rudbeckia bicolor, lirio (Iris germanica), marimoña (Ranunculus asiaticus), adormidera (Papaver somniferum), pensamiento (Viola tricolor), flor de papagayo (Alstroemeria psittacina), Mesembryanthemum roseum.
- Estanque, con Nymphaea y el loto (Nelumbo nucifera), Ludwigia, camalotes (Pontederia y Eichhornia), calas (Zantedeschia aethiopica), lirios palustres (Iris) y el papiro (Cyperus papyrus).
- Plantas Aromáticas, que contiene entre otras, el orégano (Origanum vulgare), el tomillo (Thymus vulgaris), la ajedrea perenne (Satureja calamintha), el toronjil (Melissa officinalis), el tanaceto (Chrysanthemum vulgare), la albahaca (Ocimum basilicum), el cebollín (Allium schoenoprasum), la menta (Mentha).
- Plantas trepadoras, con glicina (Wisteria sinensis), el jazmín amarillo (Jasminum meznyi), jazmín de Virginia (Campsis radicans), jazmín del cielo (Plumbago capensis), Pseudogynoxys benthamii, Combretum fruticosum, la uña de gato (Doxantha unguis-cati), Quisqualis indica, la mariposita (Heteropterys angustifolia), la Santa Rita (Bougainvillea spectabilis), Thunbergia grandiflora, la flor de pitito (Tropaeolum pentaphyllum), la barba de viejo (Clematis hilarii), la campanilla (Ipomoea purpurea). A la sombra de estas plantas crecen algunas aráceas (Monstera deliciosa), el guaembé (Philodendron bipinnatifidum), el helecho Pteris deflexa, de hojas de más de un metro de longitud, caña de ámbar (Hedychium coronarium), Clivia miniata, etc.  etc.
- Jardín japonés con un estanque que posee Nymphaea stellata, y con algunas coníferas, Acer palmatum, azaleas, bambú amarillo (Phyllostachys aurea), un bananero de adorno (Musa).
- La ampliación del jardín original, con un ceibo de Jujuy (Erythrina falcata), con eucaliptos y ejemplares de yatay. También se plantaron algunas especies autóctonas de la Argentina: ceibo (Erythrina crista-galli), Calliandra parvifolia; yerba mate (Ilex paraguariensis), piquillín negro (Condalia buxifolia), mistol (Zizyphus mistol), pino del cerro (Podocarpus parlatorei), guayacán (Caesalpinia paraguariensis), Myrrhinium atropurpureum, carnaval (Senna carnaval); tomate del monte (Cyphomandra betacea). En el cercado de la zona, se encuentran plantas trepadoras indígenas de la Argentina: Serjania, papa del río (Stigmatophyllum littorale); globitos (Cardiospermum); sacha-guasca (Dolichandra cynanchoides) y algunas plantas exóticas (Paullinia), Alphitonia excelsa, Zizyphus jujuba, Acer buergerianum, el árbol de la llama (Brachychiton acerifolius), Chrysophyllum imperiale, floripón (Brugmansia arbórea); bambúes (Bambusa tuldoides, Phyllostachys nigra).
- Invernáculos, hay dos invernáculos pequeños, uno con una colección de helechos y plantas tropicales que se utilizan en las clases de botánica (Nepenthes, Heliconia, Anthurium, Piper nigrum), el otro se dedica para las siembras y multiplicaciones de las especies anuales del resto del jardín.
- El herbario “Gaspar Xuarez”, también a cargo de la Cátedra de Botánica Agrícola de la Facultad, que contiene unos 170.000 pliegos, sobre todo de plantas nativas de Argentina.